# Uścimowiec
Uścimowiec (inne nazwy: Jezioro Białe Uścimowskie, Jezioro Uścimowskie) – jezioro w południowo-wschodniej Polsce, w województwie lubelskim, w powiecie lubartowskim, w gminie Uścimów. 
Długi i dość wąski zbiornik wodny. Brzegi zarośnięte trzcinami, przez które wybudowane pomosty dla wędkarzy. Bogata i rzadka roślinność na brzegach (m.in. rosiczka pośrednia, lipiennik Loesela, gnidosz królewski).
Wymieniane już w kronikach Jana Długosza pod nazwą Ustimow.

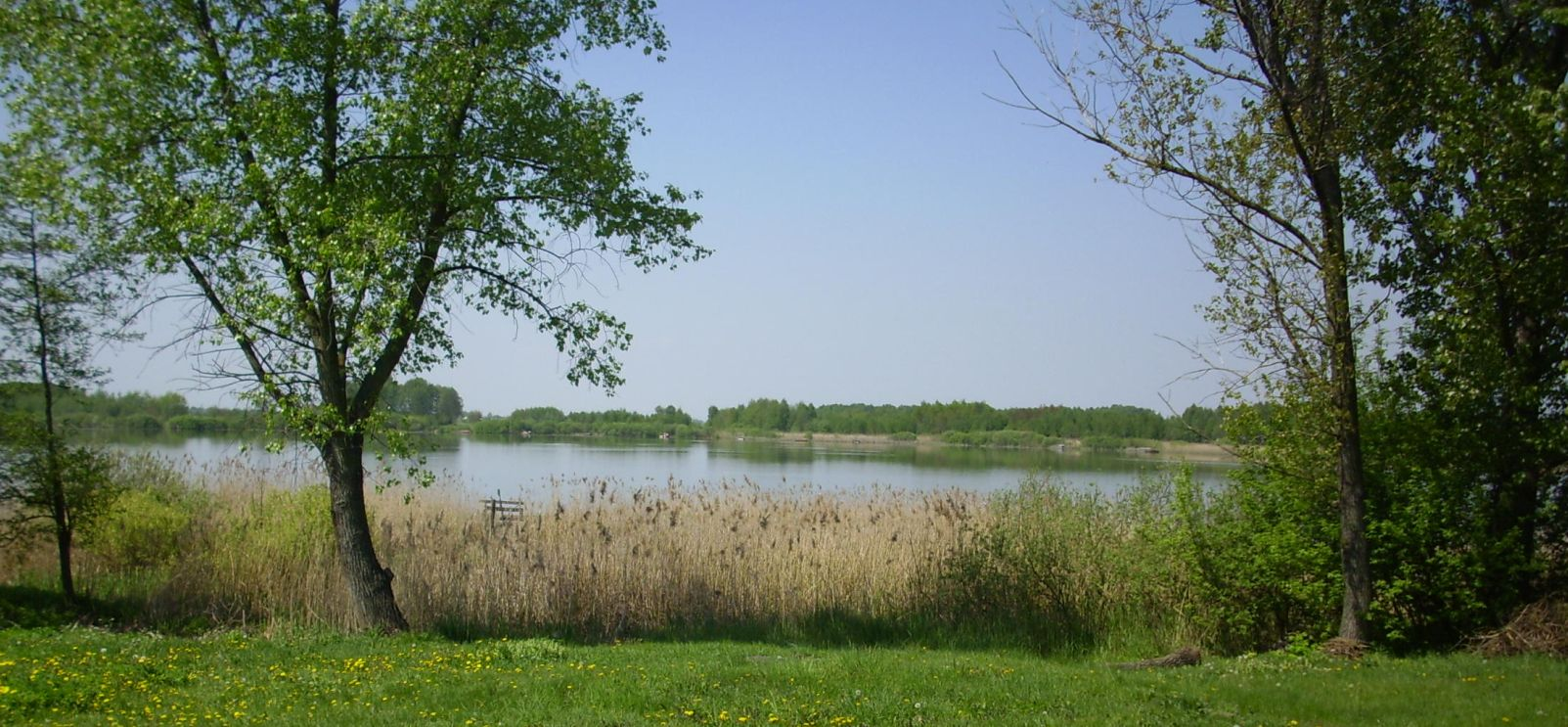
Jezioro Uścimowiec, widok od strony Starego Uścimowa